# اروه رنار
اروه رنار (فرانسوی: Hervé Renard‎; فرانسوی: [ɛʁ.ve]؛ زادهٔ ۳۰ سپتامبر ۱۹۶۸) بازیکن پیشین و مربی اهل فرانسه است. که هدایت تیم ملی فوتبال عربستان سعودی رو بر عهده دارد.
او سابقه هدایت تیم ملی فوتبال زامبیا را در کارنامه دارد؛ جایی که موفق شد همراه با آن‌ها قهرمان جام ملت‌های آفریقا ۲۰۱۲ شود. وی هم‌چنین موفق شد همراه با تیم ملی فوتبال ساحل عاج، قهرمان جام ملت‌های آفریقا ۲۰۱۵ شود و تبدیل به نخستین مربی شود که با دو تیم مختلف، قهرمان جام ملت‌های آفریقا شده است. همچنین او سابقه هدایت تیم ملی فوتبال عربستان سعودی و تیم ملی فوتبال زنان فرانسه را بر عهده داشته است.

## افتخارات

### مربی
زامبیا
- قهرمان جام ملت‌های آفریقا: ۲۰۱۲[۱]

ساحل عاج
- قهرمان جام ملت‌های آفریقا: ۲۰۱۵[۱]

مراکش
- صعود به جام جهانی ۲۰۱۸
- عربستان
- صعود به جام جهانی ۲۰۲۲